# Xenotilapia boulengeri
Espèce
Statut de conservation UICN

 LC  : Préoccupation mineure
Xenotilapia boulengeri est une espèce de poisson d'eau douce de la famille des Cichlidés endémique du lac Tanganyika en Afrique.